# Nœud de bois
Un nœud de bois, nœud de charpentier ou encore nœud d'anguille est un nœud d'accroche utilisé par les bucherons et en marine.

## Nouage
Pour qu'il soit sûr, ce nœud doit être exécuté de façon que chacune des torsades forme un angle de 45° avec le tour mort, et il faut en faire au moins cinq. De plus, les tours doivent être réalisés dans le sens du commettage. Le nœud tient tant qu'il est sous tension.

## Applications

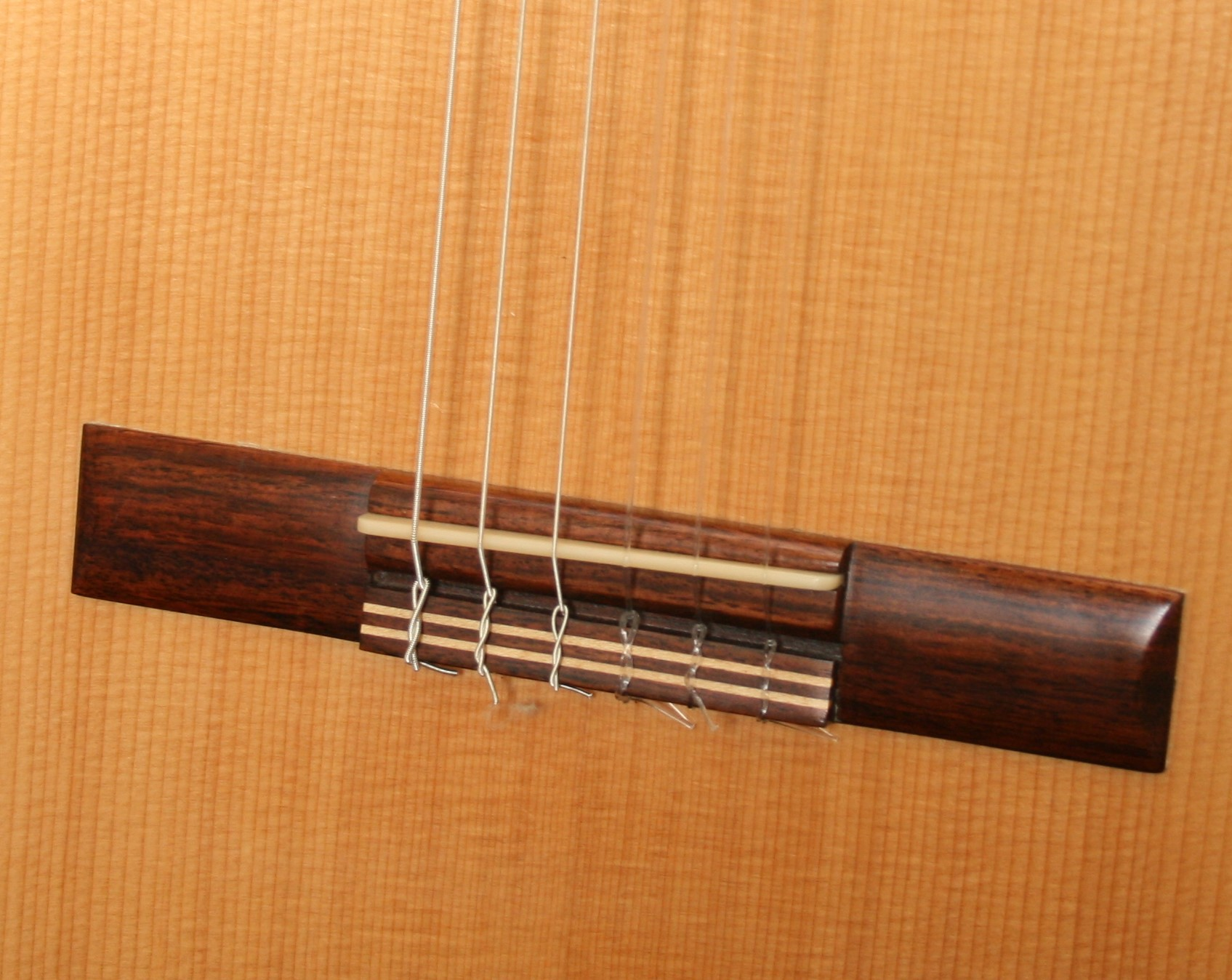
Cordes de guitares nouées au chevalet d'une guitare classique.

Particulièrement adapté au remorquage d'un tronc ou d'une charge, tant sur terre que dans l'eau, éventuellement complété de quelques demi-clés, ce nœud a comme avantage d'être simple, de ne pas glisser, et d'être facile à défaire, quelle que soit la traction à laquelle il a été soumis.
Ce nœud est également utilisé pour accrocher les cordes de guitares classiques, et autrefois pour les cordes des arcs.